# Богданова Тетяна Іванівна
Тетя́на Іва́нівна Богда́нова (* 1948) — радянський і український гістопатолог, доктор біологічних наук (1996), професор (2002), лауреат Державної премії України у галузі науки і техніки (2007), заслужений діяч науки і техніки України (2018), лауреат Премії Миру ім. Доктора Нагаї за досягнення в галузі радіаційної медицини (2019).

## Життєпис
Народилася 8 квітня 1948 року в місті Київ. У 1973 році закінчила Київський Національний університет України ім. Тараса Шевченка. Від 1970-го працює в Інституті ендокринології та обміну речовин НАМНУ. В 1974—1989 роках — лаборантка лабораторії морфології та гістології, молодший науковий співробітник, старший науковий співробітник (1989—1991), 1991 — провідний науковий співробітник. Від 1992 року — завідувачка лабораторії морфології ендокринної системи.
Наукові напрями:
- вивчення гістофізіології і патології надниркових залоз
- ультраструктурні аспекти порушення діяльності ендокринних залоз
- дослідження ролі радіаційних факторів у розвитку новоутворень щитоподібної залози
- гістопатологічні, імуногістохімічні та молекулярно-біологічні характеристики папілярних карцином щитоподібної залози в осіб, постраждалих внаслідок Чорнобильської катастрофи в дитинстві.

Наукова активність: Т. І. Богданова приймає активну участь у виконанні численних спільних міжнародних проектів з ЄС, США, Німеччиною та Японією, виступає з доповідями на вітчизняних і міжнародних конгресах, з'їздах, симпозіумах і конференціях . В якості запрошеного професора проводила сумісні дослідження тиреоїдних пухлин в Університетах Пенсільванії (США), Кембриджа, Уельсу (Велика Британія), Нагасакі (Японія). Вона є автором  понад 300 наукових публкацій, у тому числі 12 монографій та колективних монографій. Понад 100 наукових статей за її участю опубліковано в провідних журналах світу, таких як Nature, Science, Cancer, Oncogene, Carcinogenesis, British Journal of Cancer, Thyroid, Radiation Research, Journal of Clinical Endocrinology and Metabolism, тощо, які мають понад 3000 цитувань, за рахунок чого h-index Т. І. Богданової за системою Scopus в 2021 році –  35.
Серед робіт:
- Тронько М. Д., Богданова Т. І. Рак щитоподібної залози у дітей України (наслідки чорнобильської катастрофи),1997.
- Богданова ТІ, Козирицький ВГ, Тронько МД. Патологія щитоподібної залози в дітей. Атлас, 2000.
- Tronko М, Bogdanova Т, Saenko V, Likhtarov I, Thomas G, Yamashita S. Thyroid cancer in Ukraine after Chernobyl. Dosimetry, epidemiology, pathology, molecular biology. Nagasaki, Japan (2014).
- Bogdanova, TI, Zurnadzhy, LY, Nikiforov YE, Leeman-Neill RJ, Tronko MD, Chanock, S, Mabuchi K, Likhtarov I, Kovgan L, Drozdovich V, Little M, Hatch M, Zablotska L, Shpak V, McConnell R, Brenner AV (2015) Histopathological features of papillary thyroid carcinomas detected during four screening examinations of a Ukrainian-American cohort. British Journal of Cancer 113, 1556—1564.
- Bogdanova T, Saenko V, Hirokawa M, Ito M, Zurnadzhy L, Hayashi T, Rogounovitch T, Miyauchi A, Tronko M, Yamashita S (2017) Comparative histopathological analysis of pediatric sporadic papillary thyroid carcinoma from Japan and Ukraine. Endocrine Journal 64, 977—993.
- Bogdanova T, Saenko V, Brenner A, Zurnadzhy L, Rogounovitch T, Likhtarov I, Masiuk S, Kovgan L, Shpak V, Thomas G, Chanock S, Mabuchi K, Tronko M, Yamashita S (2018) Comparative histopathologic analysis of «radiogenic» and «sporadic» papillary thyroid carcinoma: patients born before and after the Chernobyl accident. Thyroid 28: 880-89.
- Bogdanova TI, Saenko VA, Zurnadzhy LYu, Rogounovitch TI, Ito M, Chernyshov SV, Thomas GA, Tronko MD, Yamashita S (2019a) Pathology of radiation-induced thyroid cancer: lessons from Chernobyl thyroid cancer study. In: Kakudo K, ed. Thyroid FNA cytology. Differential diagnoses and pitfalls. 2nd edition. Ed K Kakudo. Singapore: Springer, 549—564.
- Bogdanova T, Zurnadzhy L, Masiuk S, Burko S, Degtyaryova T, Kovalenko A, Bolgov M, ChernyshovS, Gulevatyi S, Thomas G, Tronko M (2019b) Histopathological characteristics and post-operative follow-up of patients with potentially radiogenic papillary thyroid carcinoma depending on oncocytic changes availability in the tumor cells. Experimental Oncology 41: 1-7.
- Bogdanova TI, Saenko VA, Hashimoto Y, Hirokawa M, Zurnadzhy LY, Hayashi T, Ito M, Iwadate M, Mitsutake N, Rogounovitch T, Sakamoto A, Naganuma H, Miyauchi A, Tronko MD, Thomas G, Yamashita S, Suzuki S. (2021) Papillary thyroid carcinoma in Ukraine after Chernobyl and in Japan after Fukushima: different histopathological scenarios. Thyroid. Sept;31(9):1322-34.

Лауреат Державної премії України в галузі науки і техніки (2007) — за визначення механізмів радіоіндукованих онкогематологічних та онкологічних ефектів Чорнобильської катастрофи, розробку і впровадження новітніх технологій медичного захисту постраждалих, співавтори Базика Дмитро Анатолійович, Бебешко Володимир Григорович, Бруслова Катерина Михайлівна, Епштейн Овсій Володимирович, Омельянець Микола Іванович, Романенко Аліна Михайлівна, Тронько Микола Дмитрович.